# Aban
Aban (russisch Абан) ist eine Siedlung in der Region Krasnojarsk in Russland. Sie hat 9187 Einwohner (Stand 14. Oktober 2010) und ist Verwaltungszentrum des Rajons Abanski.

## Geschichte
Der Ort am Fluss Aban, einem rechten Nebenfluss der Ussolka, wurde 1762 gegründet. Seit den 1980er-Jahren wird in einem nahe gelegenen Tagebau Braunkohle gefördert, außerdem gibt es im Ort Holz- und Lebensmittelindustrie. Von 1964 bis 2006 hatte der Ort den Status einer Siedlung städtischen Typs.

### Bevölkerungsentwicklung
| Jahr | Einwohner |
| ---- | --------- |
| 1939 | 5.687     |
| 1959 | 6.479     |
| 1970 | 8.709     |
| 1979 | 9.075     |
| 1989 | 10.382    |
| 2002 | 9.823     |
| 2010 | 9.187     |

Anmerkung: Volkszählungsdaten

## Persönlichkeiten
- Antanas Bezaras (* 1955), litauischer Politiker
- Wiktor Medwedtschuk (* 1954), ukrainischer Politiker, Rechtsanwalt und Oligarch

## Marskrater
Nach Aban ist ein Marskrater benannt.